# Ojo de Horus

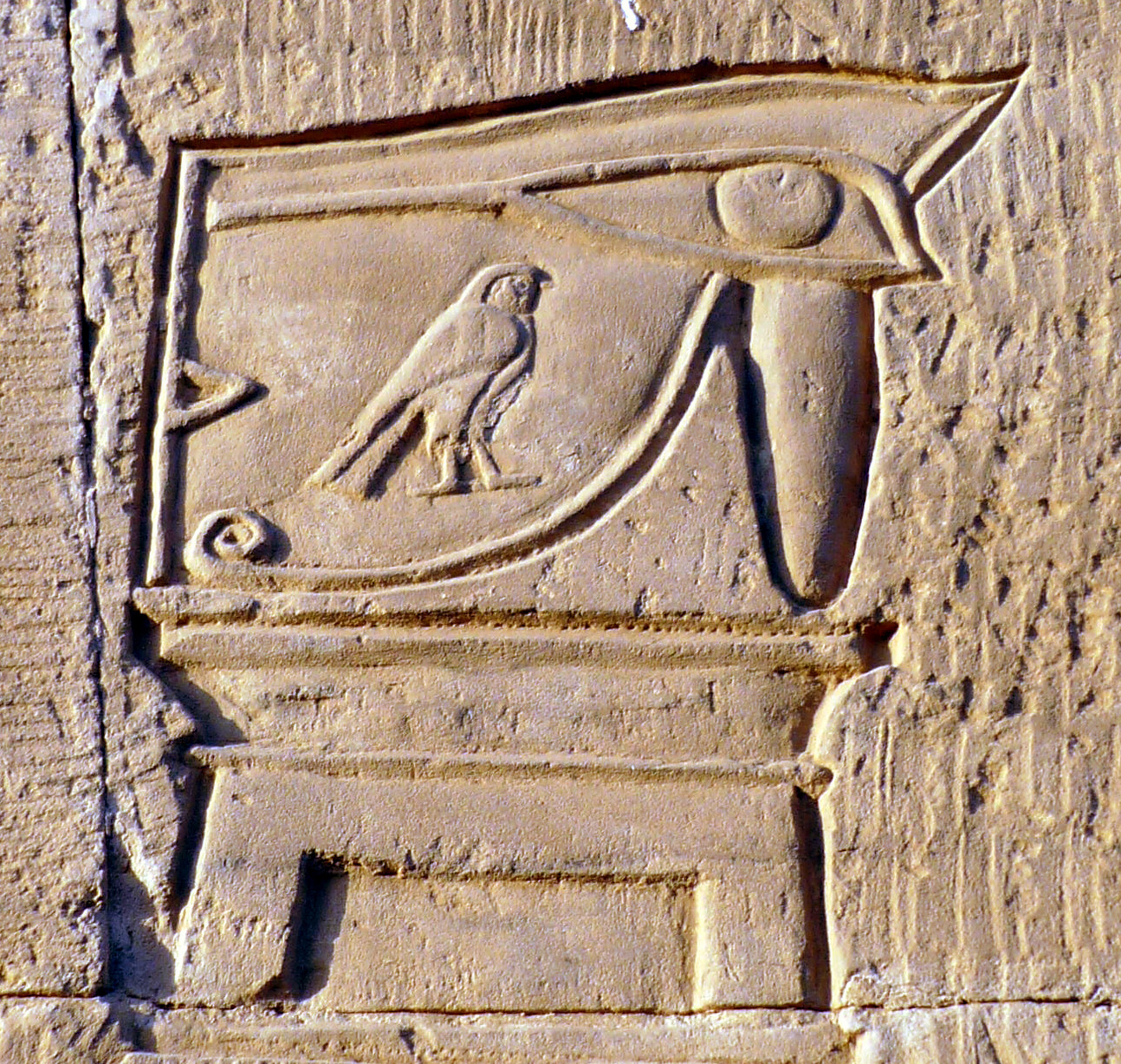
Relieve del ojo de Horus en el Templo de Kom Ombo.

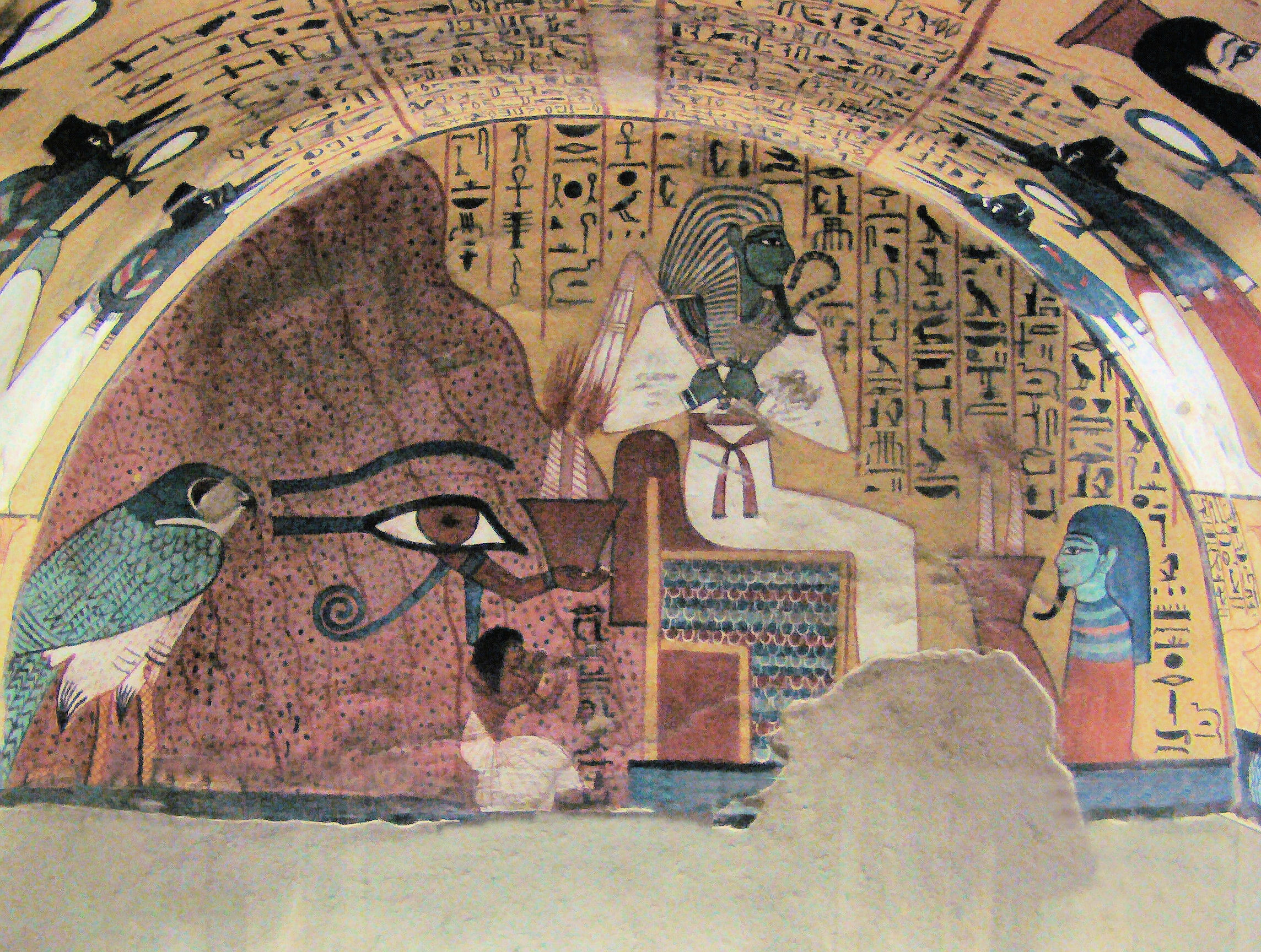
Ojo de Horus personificado ofreciendo incienso al dios entronizado Osiris en una pintura parietal de la tumba del artesano Pashedu (TT3), siglo XIII a. C.

El Ojo de Horus o Udyat (𓂀, «el que está completo») es un antiguo símbolo solar egipcio que encarna el orden, lo imperturbado y el estado perfecto.
Se le asignan características apotropaicas, es decir, mágicas, protectoras, purificadoras y sanadoras.

## Mitología
Horus era hijo de Osiris, el dios que fue asesinado por su propio hermano Seth. Horus mantuvo una serie de encarnizados combates contra Seth para vengar a su padre. En el transcurso de estas luchas, los contendientes sufrieron múltiples heridas y algunas pérdidas vitales, como la mutilación del ojo izquierdo de Horus. Sin embargo, gracias a la intervención de Thot, el ojo de Horus fue sustituido por el Udyat para que el dios pudiera recuperar la vista. Este ojo era especial y tenía cualidades mágicas.

### Amuleto mágico

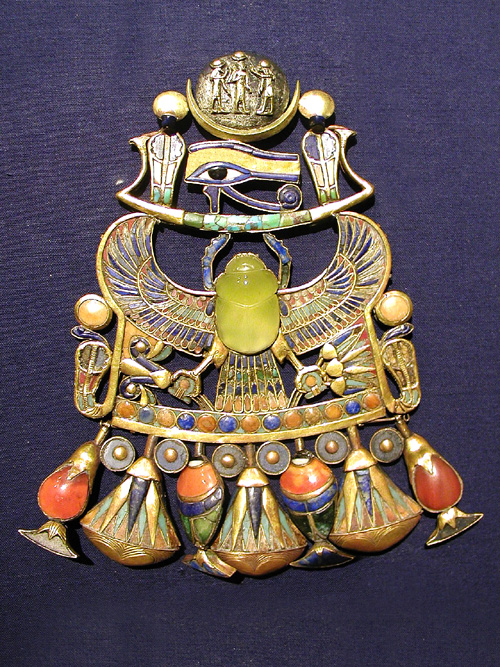
Amuleto de la tumba de Tutankamón, siglo 14 a. C., que incorpora el Ojo de Horus debajo de un disco y un símbolo de media luna

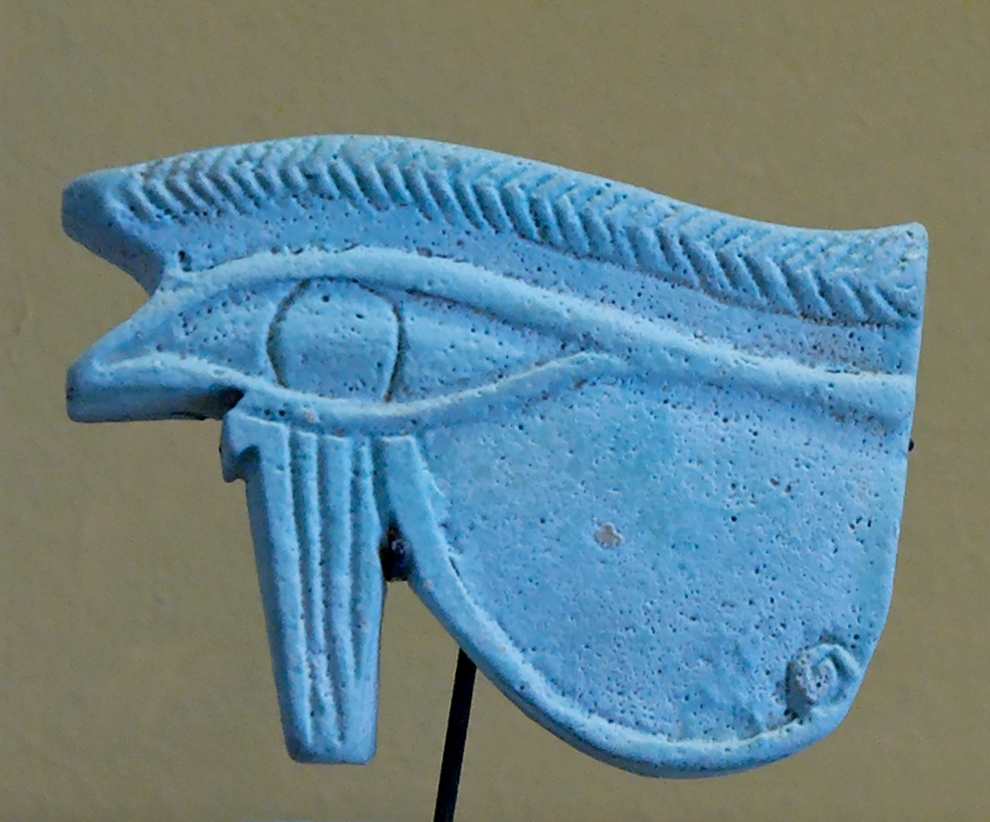
El ojo de Horus Udyat de fayenza.

El Ojo de Horus se utilizó por primera vez como amuleto mágico cuando Horus lo empleó para devolver la vida a Osiris.
Gozó de gran popularidad en el Antiguo Egipto, siendo considerado uno de los amuletos más poderosos: potenciaba la vista, protegía y remediaba las enfermedades oculares, además de contrarrestar los efectos del "mal de ojo" y proteger a los difuntos.
Como talismán simboliza la salud, la prosperidad, la indestructibilidad del cuerpo y la capacidad de renacer. 
Incluso en la actualidad se sigue utilizando como amuleto por personas que practican diversas religiones en todo el mundo.

### Características purificadoras

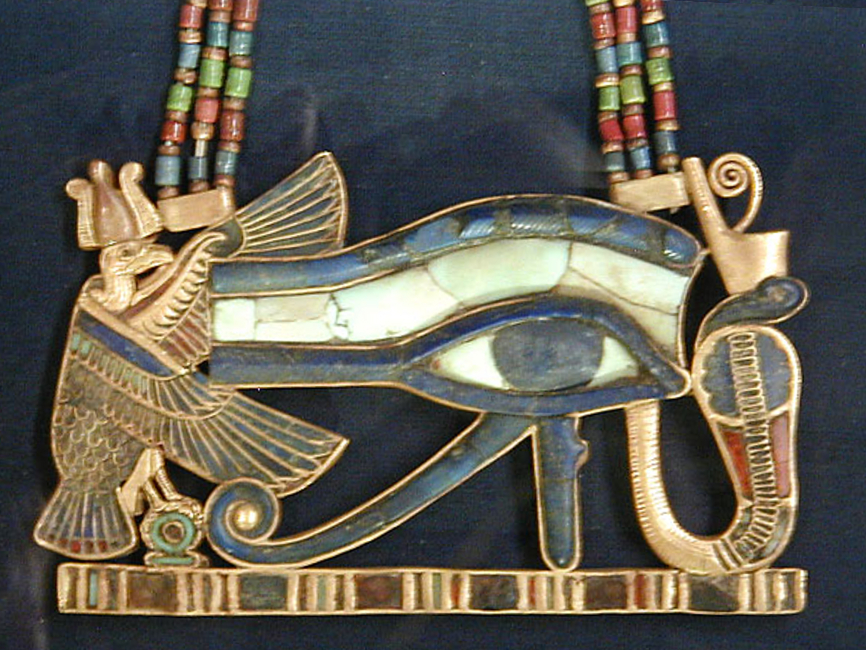
El ojo de Horus Udyat: pectoral.

Textos de las Pirámides: declaración 258, en la pirámide de Unis.

¡Su mal es expulsado! Se ha purificado con el Ojo de Horus.

### Características protectoras
Libro de los Muertos: capítulo 112

El Ojo de Horus es tu protección, Osiris, Señor de los Occidentales,
constituye una salvaguarda para ti: rechaza a todos tus enemigos,
todos tus enemigos son apartados de ti.

Textos de los sarcófagos: Encantamiento 64

Te traigo el Ojo de Horus, para que tu corazón pueda alegrarse ...

Encantamiento 316

Yo soy el fiero Ojo de Horus, quien marchó terrible ...

## Las fracciones egipcias

El ojo de Horus Udyat: de los primeros números racionales.

Los egipcios utilizaron un complejo sistema para representar fracciones en medidas agrarias de superficie y volumen, basado en las potencias de 1/2. Los signos de las fracciones mayores fueron tomados de las partes que componían el jeroglífico del Ojo de Horus.
Cada fracción se representaba mediante una grafía del jeroglífico del ojo:
| D11 |

| D11 |

| D12 |

| D12 |

| D13 |

| D13 |

| D14 |

| D14 |

| D15 |

| D15 |

| D16 |

| D16 |